# 中島義雄
中島 義雄（なかじま よしお、1942年〈昭和17年〉3月30日 - ）は、日本の大蔵官僚、実業家。東京都千代田区出身。血液型はO型。

## 来歴・人物
麹町小学校、麹町中学校、日比谷高校から東京大学文科一類に入学。東京大学法学部卒業。東大時代は、社会主義学生同盟に属し、駒場自治会委員長選挙の決選投票では社会主義青年同盟の江田五月に敗れ副委員長に就任した。副委員長時代に全学ストを決行し、一年間の停学処分を受けた。丸山真男ゼミ所属。
東大在学中に国家公務員上級試験に4番で合格。大蔵省で「花の41年組」と言われた同期の中でも有力な事務次官候補として嘱望され、入省後は予算畑を中心に順調にキャリアを重ねた。三条税務署長などを経て、1976年、主計局主査、大臣官房秘書課企画官、主計企画官、主計官などを経て、1989年、主計局総務課長就任。その後、海部内閣・宮沢内閣で内閣総理大臣秘書官を歴任、1993年には、同期の武藤と並んで主計局次長に就任した。1995年、二信組事件を引き起こしたイ・アイ・イ・インターナショナル総帥・高橋治則との親密交際がクローズアップされ、財政金融研究所長を最後に辞任。退職金は辞退した。
その後、米国ランバス大学に留学。1997年、京セラ入社。同社理事、京セラミタ専務、京セラ北京代表所首席代表等を経て、2005年、船井電機取締役兼執行役副社長に就任。2008年6月、同社顧問となる。2009年4月、セーラー万年筆常務取締役、10月副社長、12月前社長死去に伴い社長に就任（2016年3月まで）。
2017年6月　株式会社TBグループ社外取締役に就任。
2018年2月　太陽光発電電力の供給などクリーンエネルギーのリーディングカンパニーであるKエナジー代表取締役に就任。現在に至る。

## 略歴
- 1966年4月 - 大蔵省入省[1]。主計局総務課配属。同期に中山恭子、武藤敏郎（日本銀行副総裁、大蔵・財務事務次官）、阪田雅裕（内閣法制局長官）、長野庬士（証券局長）、西方俊平（造幣局長、JT副社長）、岡田康彦（環境事務次官）、松川隆志（北海道開発事務次官）など。
- 1967年 - 大阪国税局調査部
- 1969年 - 大臣官房調査企画課調査第一係長[5]
- 1971年7月10日 - 関東信越国税局三条税務署長
- 1972年7月10日 - 国税庁調査査察部査察課課長補佐
- 1973年 - 銀行局特別金融課課長補佐（農林金融担当）[6]
- 1975年 - 大臣官房秘書課課長補佐（調査担当）兼文書課課長補佐（審査・管理担当）[7][8]
- 1976年 - 主計局主計官補佐（厚生第四、五係主査）
- 1978年 -  主計局主計官補佐（厚生第一、二係主査）
- 1979年 - 主計局総務課長補佐（企画担当）[9]
- 1981年6月26日 - 大臣官房企画官兼大臣官房秘書課
- 1983年6月23日 - 主計局主計企画官（財政計画担当）
- 1985年6月25日 - 主計局主計官（厚生・労働担当）
- 1988年6月15日 - 主計局主計官兼主計局総務課（企画担当）
- 1989年6月21日 - 主計局総務課長
- 1989年6月24日 - 主計局総務課長兼主計局調査課長
- 1989年7月18日 - 主計局総務課長
- 1991年6月11日 - 内閣総理大臣秘書官（海部内閣・宮沢内閣）
- 1993年6月25日 - 主計局次長（末席）（総理府、司法、警察、外務、通商産業、運輸、司計課、調査課担当）[10]
- 1994年7月1日 - 主計局次長（次席）（総理府、農林水産、建設・公共事業などを担当）[11][12]
- 1995年5月26日 - 大臣官房付
- 1995年6月21日 - 財政金融研究所長兼会計センター所長
- 1995年7月28日 - 財政金融研究所長兼会計センター所長にて退官
- 1997年12月 - 京セラ株式会社理事[1]
- 2000年3月 - 京セラミタ株式会社代表取締役専務取締役[1]
- 2003年3月 - 京セラ株式会社北京代表所首席代表　京セラ（天津）商貿有限公司董事総経理[1]
- 2005年
  - 4月 - 船井電機株式会社最高顧問[1]
  - 6月 - 船井電機株式会社取締役執行役副社長[1]
- 2009年
  - 3月 - セーラー万年筆株式会社常務取締役[13]
  - 10月 - 同社代表取締役副社長[13]
  - 12月 - 同社代表取締役社長[13]
- 2010年6月 - オリエンタルチエン工業株式会社監査役[14]
- 2015年12月末 - 同社代表取締役社長を退任し、同社取締役に就任
- 2016年3月 - 同社取締役を退任
- 2017年6月　株式会社TBグループ社外取締役就任
- 2018年2月　Kエナジー代表取締役就任

## 著書
- 『あなたの長寿社会読本　豊かな雇用・年金・医療・福祉をめざして』ダイヤモンド社、1988年、新版1990年